# Municipalità regionale della contea di La Vallée-de-la-Gatineau
La municipalità regionale di contea di La Vallée-de-la-Gatineau è una municipalità regionale di contea del Canada, localizzata nella provincia del Québec, nella regione di Outaouais.
Il suo capoluogo è Gracefield.

## Suddivisioni
City e Town
- Gracefield
- Maniwaki

Municipalità
- Blue Sea
- Bois-Franc
- Bouchette
- Cayamant
- Déléage
- Denholm
- Egan-Sud
- Grand-Remous
- Kazabazua
- Lac-Sainte-Marie
- Messines
- Moncerf-Lytton
- Sainte-Thérèse-de-la-Gatineau

Township
- Aumond
- Low

Territori non organizzati
- Cascades-Malignes
- Dépôt-Échouani
- Lac-Lenôtre
- Lac-Moselle
- Lac-Pythonga